# Junior World Rally Championship 2024
La stagione 2024 del Junior World Rally Championship, chiamata ufficialmente FIA Junior World Rally Championship, è stata la 24ª edizione della serie di supporto al campionato del mondo rally dedicata ai giovani piloti; è iniziata il 15 febbraio con il Rally di Svezia e si è conclusa l'8 settembre con il Rally dell'Acropoli.

## Riepilogo
La serie era costituita da cinque appuntamenti, uno su neve, uno su asfalto e tre su terra, da svolgersi contestualmente alla stagione 2024 del mondiale rally; gli equipaggi gareggiarono tutti sulla Ford Fiesta Rally3, auto conforme al regolamento del gruppo R e omologata nella categoria Rally3.
Come di consueto vennero assegnati i titoli iridati generali per piloti e copiloti; la serie era aperta ai piloti nati il o dopo il 1º gennaio 1995 mentre non vi erano restrizioni per i copiloti.

## Calendario
Il campionato si componeva di cinque gare, tutte disputatesi in Europa, di cui tre su terra, una su neve e una su asfalto.
| Calendario definitivo | Calendario definitivo | Calendario definitivo           | Calendario definitivo         | Calendario definitivo |
| Tappa                 | Data                  | Rally                           | Sede                          | Superficie            |
| --------------------- | --------------------- | ------------------------------- | ----------------------------- | --------------------- |
| 1                     | 15-18 febbraio        | 71th Sweden Rally               | Umeå, Contea di Västerbotten  | Neve                  |
| 2                     | 18-21 aprile          | Croatia Rally 2024              | Zagabria                      | Asfalto               |
| 3                     | 30-2 giugno           | 21º Rally Italia Sardegna       | Olbia, Sardegna               | Sterrato              |
| 4                     | 1-4 agosto            | 73th Secto Rally Finland        | Jyväskylä, Finlandia Centrale | Sterrato              |
| 5                     | 5-8 settembre         | 68th EKO Acropolis Rally Greece | Lamia                         | Sterrato              |

## Cambiamenti rispetto alla stagione 2023

### Calendario
- È stato inserito in calendario il Rally di Finlandia come terzo appuntamento stagionale al posto del Rally d'Estonia, mentre i restanti eventi sono rimasti invariati rispetto all'annata precedente.

## Iscritti
| Costruttori | Auto               | Squadre                          | Pneumatici | Piloti                   | Copiloti                | Gare   |
| ----------- | ------------------ | -------------------------------- | ---------- | ------------------------ | ----------------------- | ------ |
| Ford        | Ford Fiesta Rally3 | Diego Domínguez Jr.              | P          | Diego Domínguez Jr.      | Rogelio Peñate          | Tutte  |
| Ford        | Ford Fiesta Rally3 | Norbert Maior                    | P          | Norbert Maior            | Francesca Maria Maior   | Tutte  |
| Ford        | Ford Fiesta Rally3 | FIA Rally Star                   | P          | Romet Jürgenson          | Siim Oja                | Tutte  |
| Ford        | Ford Fiesta Rally3 | FIA Rally Star                   | P          | Taylor Gill              | Daniel Brkic            | Tutte  |
| Ford        | Ford Fiesta Rally3 | FIA Rally Star                   | P          | Jose Caparó              | Esther Gutiérrez        | Tutte  |
| Ford        | Ford Fiesta Rally3 | FIA Rally Star                   | P          | Max Smart                | Cameron Fair            | Tutte  |
| Ford        | Ford Fiesta Rally3 | Bruno Bulacia                    | P          | Bruno Bulacia            | Gabriel Morales         | 1-3    |
| Ford        | Ford Fiesta Rally3 | Motorsport Ireland Rally Academy | P          | Eamonn Kelly             | Conor Mohan             | Tutte  |
| Ford        | Ford Fiesta Rally3 | Jakub Matulka                    | P          | Jakub Matulka            | Daniel Dymurski         | 1-3    |
| Ford        | Ford Fiesta Rally3 | Mille Johansson                  | P          | Mille Johansson          | Johan Grönvall          | 1      |
| Ford        | Ford Fiesta Rally3 | Armin Schwarz Driving Experience | P          | Fabio Schwarz            | Bernhard Ettel          | Tutte  |
| Ford        | Ford Fiesta Rally3 | Roberto Blach Jr.                | P          | Roberto Blach Jr.        | Mauro Barreiro          | 1-2    |
| Ford        | Ford Fiesta Rally3 | RACB National Team               | P          | Tom Rensonnet            | Loïc Dumont             | 1      |
| Ford        | Ford Fiesta Rally3 | RACB National Team               | P          | Tom Rensonnet            | Manon Deliot            | 2-5    |
| Ford        | Ford Fiesta Rally3 | Raúl Hernández                   | P          | Raúl Hernández           | José Murado González    | 1-4    |
| Ford        | Ford Fiesta Rally3 | Nataniel Bruun                   | P          | Nataniel Bruun           | Pablo Olmos             | Tutte  |
| Ford        | Ford Fiesta Rally3 | ASP Racing                       | P          | Petr Borodin             | Roman Cheprasov         | Tutte  |
| Ford        | Ford Fiesta Rally3 | Abdullah Al-Rawahi               | P          | Abdullah Al-Rawahi       | Ata Al-Hmoud            | 1      |
| Ford        | Ford Fiesta Rally3 | Abdullah Al-Rawahi               | P          | Abdullah Al-Rawahi       | Ross Whittock           | 3      |
| Ford        | Ford Fiesta Rally3 | Gerardo V. Rosselot              | P          | Gerardo V. Rosselot      | Marcelo Brizio          | 1, 3-4 |
| Ford        | Ford Fiesta Rally3 | Andre Martinez Merizalde         | P          | Andre Martinez Merizalde | Guillermo Sierra Ovalle | 1-2    |
| Ford        | Ford Fiesta Rally3 | Andre Martinez Merizalde         | P          | Andre Martinez Merizalde | Fernando Mussano        | 3      |
| Ford        | Ford Fiesta Rally3 | Andre Martinez Merizalde         | P          | Andre Martinez Merizalde | Matías Aranguren        | 4-5    |
| Ford        | Ford Fiesta Rally3 | Castrol Ford Team Türkiye        | P          | Ali Türkkan              | Burak Erdener           | 2-5    |
| Ford        | Ford Fiesta Rally3 | Leevi Lassila                    | P          | Leevi Lassila            | Antti Linnaketo         | 4      |
| Ford        | Ford Fiesta Rally3 | Hubert Laskowski                 | P          | Hubert Laskowski         | Michał Kuśnierz         | 4-5    |
| Fonti:      |                    |                                  |            |                          |                         |        |

## Risultati
| Gara | Nome rally                                                 | Vincitori | Vincitori                           | Vincitori      | Vincitori | Statistiche | Statistiche | Statistiche | Statistiche | Statistiche |
| Gara | Nome rally                                                 | Nº        | Pilota e copilota                   | Squadra        | Tempo     | Speciali    | Lunghezza   | Iscritti    | Partiti     | Arrivati    |
| ---- | ---------------------------------------------------------- | --------- | ----------------------------------- | -------------- | --------- | ----------- | ----------- | ----------- | ----------- | ----------- |
| 1    | 71th Sweden Rally (15-18 febbraio) — Resoconto             | 51        | Mille Johansson Johan Grönvall      | privato        | 2h49'33"8 | 18          | 300,10 km   | 19          | 19          | 15          |
| 2    | Croatia Rally 2024 (18-21 aprile) — Resoconto              | 50        | Romet Jürgenson Siim Oja            | FIA Rally Star | 3h02'44"1 | 20          | 283,28 km   | 18          | 17          | 14          |
| 3    | 21º Rally Italia Sardegna (30 maggio-2 giugno) — Resoconto | 77        | Diego Domínguez Jr. Rogelio Peñate  | privato        | 3h33'09"3 | 16          | 266,12 km   | 18          | 17          | 15          |
| 4    | 73th Secto Rally Finland (1-4 agosto) — Resoconto          | 66        | Taylor Gill Daniel Brkic            | FIA Rally Star | 2h49'07"5 | 20          | 305,69 km   | 17          | 16          | 13          |
| 5    | 68. EKO Acropolis Rally Greece (5-8 settembre) — Resoconto | 63        | Norbert Maior Francesca Maria Maior | privato        | 4h02'05"7 | 15          | 305,30 km   | 14          | 13          | 11          |

Legenda: Nº = Numero di gara.

## Classifiche
Come nel 2023 la gara finale in Grecia assegnava punteggio doppio purché i contendenti avessero disputato almeno tre eventi in precedenza; essi dovevano inoltre scartare il peggior risultato ottenuto considerando i punti conquistati con la posizione finale raggiunta nell'evento stesso.

### Punteggio
Il sistema di punteggio era lo stesso degli altri campionati con l'aggiunta che ogni equipaggio totalizzava un punto in più per ogni prova speciale vinta. A parità di punti, in tutte le classifiche prevaleva chi aveva ottenuto il miglior risultato e/o il maggior numero di essi.
| Posizione finale | 1ª | 2ª | 3ª | 4ª | 5ª | 6ª | 7ª | 8ª | 9ª | 10ª |
| Punti            | 25 | 18 | 15 | 12 | 10 | 8  | 6  | 4  | 2  | 1   |

### Classifica piloti
| Pos. | Pilota                   | SVE    | CRO   | ITA   | FIN   | ACR  | Punti |
| ---- | ------------------------ | ------ | ----- | ----- | ----- | ---- | ----- |
| 1    | Romet Jürgenson          | 23     | 19    | (14)5 | 129   | 23   | 108   |
| 2    | Norbert Maior            | 91     | 31    | 5     | (Rit) | 1    | 80    |
| 3    | Ali Türkkan              |        | Rit1  | 21    | 23    | 57   | 68    |
| 4    | Taylor Gill              | (8)    | 23    | 61    | 12    | 8    | 65    |
| 5    | Tom Rensonnet            | 5      | 101   | (12)2 | 3     | 3    | 59    |
| 6    | Diego Domínguez Jr.      | (Rit)3 | 95    | 1     | 7     | 91   | 46    |
| 7    | Max Smart                | 10     | 7     | 3     | (11)  | 7    | 34    |
| 8    | Jose Caparó              | (Rit)  | 6     | 15    | 9     | 4    | 34    |
| 9    | Mille Johansson          | 18     |       |       |       |      | 33    |
| 10   | Petr Borodin             | 7      | (Rit) | 4     | 43    | Rit  | 33    |
| 11   | Nataniel Bruun           | 12     | (14)  | 8     | 8     | 6    | 24    |
| 12   | Eamonn Kelly             | 3      | Rit   | 13    | 6     | WD   | 23    |
| 13   | Bruno Bulacia            | Rit    | 4     | 94    |       |      | 18    |
| 14   | Raúl Hernández           | 41     | 131   | Rit1  | WD    |      | 15    |
| 15   | Gerardo V. Rosselot      | 61     |       | 7     | Rit   |      | 15    |
| 16   | Fabio Schwarz            | (Rit)  | 12    | 11    | 5     | Rit1 | 11    |
| 17   | Roberto Blach Jr.        | 11     | 5     |       |       |      | 10    |
| 18   | Jakub Matulka            | 151    | 8     | WD    |       |      | 5     |
| 19   | Andre Martinez Merizalde | (13)   | 11    | 10    | 10    | 11   | 2     |
| 20   | Hubert Laskowski         |        |       |       | SQ    | 101  | 2     |
| Pos. | Pilota                   | SVE    | CRO   | ITA   | FIN   | ACR  | Punti |

| Colore  | Risultato                |
| ------- | ------------------------ |
| Oro     | Vincitore                |
| Argento | 2º posto                 |
| Bronzo  | 3º posto                 |
| Verde   | Finito a punti           |
| Blu     | Finito senza punti       |
| Blu     | Non classificato (NC)    |
| Viola   | Ritirato (Rit)           |
| Nero    | Squalificato (SQ)        |
| Nero    | Escluso (ES)             |
| Bianco  | Non ha gareggiato        |
| Bianco  | Iscrizione ritirata (WD) |
| Bianco  | Non partito (NP)         |
| Bianco  | Gara cancellata (C)      |

### Classifica copiloti
| Pos. | Copilota              | SVE    | CRO   | ITA   | FIN   | ACR  | Punti |
| ---- | --------------------- | ------ | ----- | ----- | ----- | ---- | ----- |
| 1    | Siim Oja              | 23     | 19    | (14)5 | 129   | 23   | 108   |
| 2    | Francesca Maria Maior | 91     | 31    | 5     | (Rit) | 1    | 80    |
| 3    | Burak Erdener         |        | Rit1  | 21    | 23    | 57   | 68    |
| 4    | Daniel Brkic          | (8)    | 23    | 61    | 12    | 8    | 65    |
| 5    | Manon Deliot          |        | 101   | 122   | 3     | 3    | 49    |
| 6    | Rogelio Peñate        | (Rit)3 | 95    | 1     | 7     | 91   | 46    |
| 7    | Cameron Fair          | 10     | 7     | 3     | (11)  | 7    | 34    |
| 8    | Esther Gutiérrez      | (Rit)  | 6     | 15    | 9     | 4    | 34    |
| 9    | Johan Grönvall        | 18     |       |       |       |      | 33    |
| 10   | Roman Cheprasov       | 7      | (Rit) | 4     | 43    | Rit  | 33    |
| 11   | Pablo Olmos           | 12     | (14)  | 8     | 8     | 6    | 24    |
| 12   | Conor Mohan           | 3      | Rit   | 13    | 6     | WD   | 23    |
| 13   | Gabriel Morales       | Rit    | 4     | 94    |       |      | 18    |
| 14   | José Murado González  | 41     | 131   | Rit1  | WD    |      | 15    |
| 15   | Marcelo Brizio        | 61     |       | 7     | Rit   |      | 15    |
| 16   | Bernhard Ettel        | (Rit)  | 12    | 11    | 5     | Rit1 | 11    |
| 17   | Loïc Dumont           | 5      |       |       |       |      | 10    |
| 18   | Mauro Barreiro        | 11     | 5     |       |       |      | 10    |
| 19   | Daniel Dymurski       | 151    | 8     | WD    |       |      | 5     |
| 20   | Michał Kuśnierz       |        |       |       | SQ    | 101  | 2     |
| 21   | Matías Aranguren      |        |       |       | 10    | 11   | 1     |
| 22   | Fernando Mussano      |        |       | 10    |       |      | 1     |
| Pos. | Copilota              | SVE    | CRO   | ITA   | FIN   | ACR  | Punti |

| Colore  | Risultato                |
| ------- | ------------------------ |
| Oro     | Vincitore                |
| Argento | 2º posto                 |
| Bronzo  | 3º posto                 |
| Verde   | Finito a punti           |
| Blu     | Finito senza punti       |
| Blu     | Non classificato (NC)    |
| Viola   | Ritirato (Rit)           |
| Nero    | Squalificato (SQ)        |
| Nero    | Escluso (ES)             |
| Bianco  | Non ha gareggiato        |
| Bianco  | Iscrizione ritirata (WD) |
| Bianco  | Non partito (NP)         |
| Bianco  | Gara cancellata (C)      |